# Liste der Kulturdenkmäler in Niederdreisbach
In der Liste der Kulturdenkmäler in Niederdreisbach sind alle Kulturdenkmäler der rheinland-pfälzischen Ortsgemeinde Niederdreisbach aufgelistet. Grundlage ist die Denkmalliste des Landes Rheinland-Pfalz (Stand 4. Mai 2023).

## Denkmalzonen
| Bezeichnung          | Lage | Baujahr | Beschreibung | Bild                           |
| -------------------- | --- | ------- | --- | ------------------------------ |
| Denkmalzone Ortskern | Denkmalstraße 2–22 (ohne Nr. 16 und 18), 9–17, Hauptstraße 67, Ringstraße 2, Brunnenstraße 1/3, 6 und 8 Lage |         | in seinen Strukturen und großen Teilen seiner historischen Bebauung ohne wesentliche Störungen erhaltener Ortskern | weitere Bilder Fotos hochladen |

## Einzeldenkmäler
| Bezeichnung             | Lage                     | Baujahr                            | Beschreibung                                                                             | Bild                           |
| ----------------------- | ------------------------ | ---------------------------------- | ---------------------------------------------------------------------------------------- | ------------------------------ |
| Bahnhof Niederdreisbach | Bahnhofstraße 1 Lage     | gegen 1886                         | Stationsgebäude der Daadetalbahn mit Güterschuppen; Typenbau, gegen 1886                 | weitere Bilder Fotos hochladen |
| Brunnen                 | Brunnenstraße Lage       | zweite Hälfte des 19. Jahrhunderts | gusseiserner Laufbrunnen, zweite Hälfte des 19. Jahrhunderts                             | weitere Bilder Fotos hochladen |
| Quereinhaus             | Denkmalstraße 2 Lage     | 18. und 19. Jahrhundert            | Fachwerk-Quereinhaus, teilweise massiv, 18. und 19. Jahrhundert                          | weitere Bilder Fotos hochladen |
| Quereinhaus             | Denkmalstraße 9 Lage     | 18. Jahrhundert                    | stattliches Fachwerk-Quereinhaus mit Niederlass, teilweise verschiefert, 18. Jahrhundert | weitere Bilder Fotos hochladen |
| Wohnhaus                | Denkmalstraße 12/14 Lage | 18. Jahrhundert                    | Fachwerkhaus, teilweise massiv und verschiefert, 18. Jahrhundert                         | weitere Bilder Fotos hochladen |
| Quereinhaus             | Denkmalstraße 17 Lage    | 18. und 19. Jahrhundert            | Fachwerk-Quereinhaus, teilweise massiv, 18. und 19. Jahrhundert                          | Fotos hochladen                |
| Quereinhaus             | Denkmalstraße 20 Lage    | 18. Jahrhundert                    | stattliches Fachwerk-Quereinhaus, 18. Jahrhundert                                        | Fotos hochladen                |
| Quereinhaus             | Hauptstraße 65 Lage      | 18. Jahrhundert                    | Fachwerk-Quereinhaus, teilweise massiv, verkleidet, wohl aus dem 18. Jahrhundert         | Fotos hochladen                |

## Ehemalige Kulturdenkmäler
| Bezeichnung | Lage             | Baujahr         | Beschreibung                                                                                         | Bild            |
| ----------- | ---------------- | --------------- | --- | --------------- |
| Brücke      | Hauptstraße Lage | 19. Jahrhundert | zweibogige Straßenbrücke über den Daadenbach, Bruchstein, 19. Jahrhundert; aus Denkmalliste gelöscht | Fotos hochladen |